# Yasuhiro Yoshiura
Yasuhiro Yoshiura é um Japonês Roteirista, Diretor, Designer e criador de filmes de curta-metragem. Nasceu em 1980 em Hokkaido, criado em Fukuoka, graduou-se na Universidade Kyushu na faculdade de design, em 2003. Ele se mudou para Tóquio após o lançamento do seu filme aclamado pela crítica Pale Cocoon em 2006. Ele muitas vezes também faz a voz de um personagem menor em suas obras.
A companhia de produção Estúdio Rikka foi fundada por Yoshiura em 2000.
Em dezembro de 2011, Yoshiura anunciou um novo anime chamado Sakasama no Patema.

## Trabalhos
| Ano  | Nome                                     | Gênero                         | Estado  | Cargo                                  |
| ---- | ---------------------------------------- | ------------------------------ | ------- | -------------------------------------- |
| 2000 | Noisy Birth                              | Música                         | Lançado | Diretor                                |
| 2001 | Kikumana                                 | Demência, Psicológico          | Lançado | Roteirista                             |
| 2002 | Mizu no Kotoba                           | Drama, Sci-Fi, Psicológico     | Lançado | Diretor, Roteirista                    |
| 2006 | Pale Cocoon                              | Drama, Sci-Fi                  | Lançado | Diretor                                |
| 2006 | POP JAM                                  |                                | Lançado | Supervisor                             |
| 2009 | Eve no Jikan                             | Sci-Fi, Slice of Life          | Lançado | Diretor, Roteirista e Criador original |
| 2009 | Evangelion: 2.0 You Can (Not) Advance    | Ação, Mecha, Sci-Fi            | Lançado | Designer                               |
| 2010 | Eve no Jikan (Filme)                     | Sci-Fi, Slice of Life          | Lançado | Diretor, Roteirista e Criador original |
| 2010 | NoitaminA                                |                                | Lançado |                                        |
| 2010 | Yozakura quartet - OAD                   |                                | Lançado |                                        |
| 2012 | Sakasama no Patema: Beginning of the Day | Sci-Fi                         | Lançado | Diretor e Criador original             |
| 2012 | Kimi no Iru Machi                        | Drama, Romance, Escola, Shonen | Lançado | Supervisor                             |
| 2014 | Harmonie                                 |                                | Lançado |                                        |
| 2014 | Sakasama no Patema                       | Sci-Fi                         | Lançado | Diretor, Roteirista e Criador original |

[carece de fontes?]

## Prêmios
- 2001: Japan Digital Animation Festival 2001, Award Winner
- 2002: NHK's Digital Stadium TV program, Yuichi Ito Selected Work
- 2002: DoGA 14th CG Anime Contest, Award Winner
- 2002: Ars Electronica 2002, Honorary Mention
- 2003: 6th Japan Media Arts Festival, selected work
- 2003: Tokyo International Anime Fair 2003, Outstanding Anime Award
- 2003: DoGA 15th CG Anime Contest, Work Award
- 2003: Broadband Art & Contents Award Japan, Visual Contents Outstanding Work Award
- 2006: Nihonbashi Eizosai, Outstanding Work Award
- 2006: Sapporo Short Fest, Screenplay Award
- 2006: Tokyo International Film Festival, invited work

## Ligaçoẽs externas
- Yasuhiro Yoshiura  na enciclopédia do Anime News Network (em inglês)
- Site oficial do Estúdio Rikka (em japonês)
- Site oficial do Time of Eve (em inglês)